# بخش (تقسیمات کشوری)

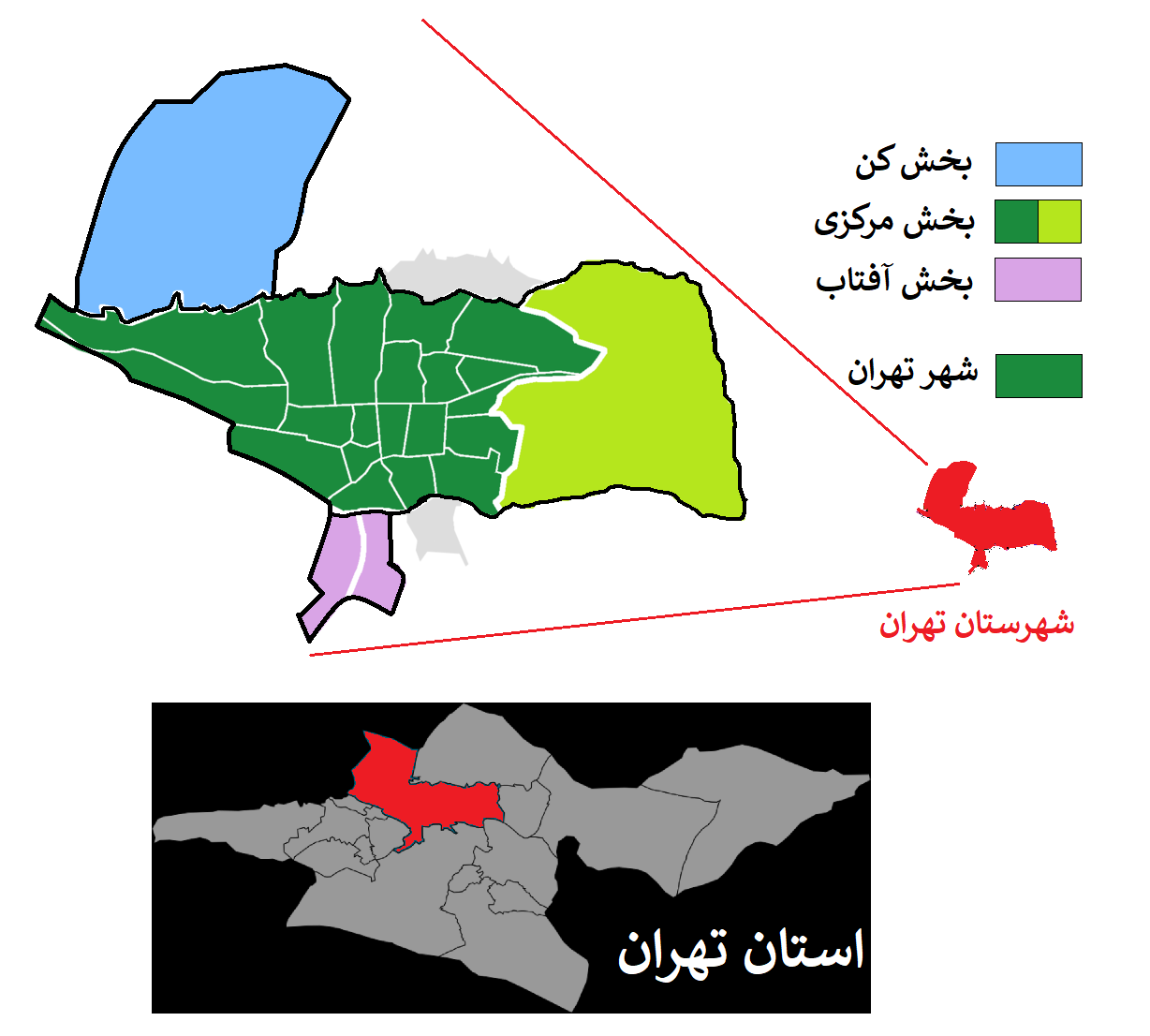
به عنوان مثال، شهرستان تهران که یکی از شهرستان‌های استان تهران است دارای ۳ بخش مرکزی، بخش کن و بخش آفتاب می‌باشد.

بَخش، در تقسیمات کشوریِ ایران و گروهی از دیگر کشورهای جهان، به واحدی گفته می‌شود کوچک‌تر از شهرستان و بزرگ‌تر از دهستان، که دارای محدوده جغرافیایی معین بوده و از به هم پیوستن چند دهستان همجوار مشتمل بر چندین مزرعه، مکان، روستا و احیاناً شهر که در آن عوامل طبیعی و اوضاع اجتماعی، فرهنگی، اقتصادی و سیاسی واحد همگانی را به وجود می‌آورد به نحوی که با در نظر گرفتن تناسب، وسعت، جمعیت، ارتباطات و دسترسی و سایر موقعیت‌ها، نیل به اهداف و برنامه‌ریزی‌های در جهت احیاء امکانات طبیعی و استعدادهای اجتماعی و توسعه امور رفاهی و اقتصادی آن تسهیل گردد.
هر استان در ایران به چند شهرستان، و هر شهرستان به چندین بخش تقسیم می‌شود. بخش‌ها نیز، به نوبهٔ خود، به دهستان‌های چندی تقسیم می‌شوند.
به ادارهٔ مسئولِ امور یک بخش، بخشداری گفته می‌شود. رئیس یک بخش از هر شهرستان نیز بخشدار نام دارد.
سطوح تقسیمات سیاسی کشور از بالاترین سطح تا پایین‌ترین آن به ترتیب شامل: استان، شهرستان، بخش و دهستان است. بدینگونه که هر استان از چند شهرستان، هر شهرستان از چند بخش و هر بخش از چند دهستان تشکیل می‌شود. لازم است ذکر شود که هر دهستان نیز شامل تعدادی نقاط روستایی، مکان و مزرعه می‌باشد که عناصر تقسیماتی نامیده می‌شوند.
استان: واحدی از تقسیمات کشوری است با محدوده جغرافیایی معین، که از به هم پیوستن چند شهرستان همجوار با توجه به موقعیت سیاسی، اجتماعی، فرهنگی، اقتصادی و طبیعی تشکیل می‌شود.
شهرستان: واحدی از تقسیمات کشوری است با محدوده جغرافیایی معین که ار به‌هم پیوستن چند بخش همجوار که از نظر عوامل طبیعی، اجتماعی، اقتصادی، سیاسی و فرهنگی واحد متناسب و همگنی را به وجود آورده‌اند.
بخش: واحدی است از تقسیمات کشوری که دارای محدوده جغرافیایی معین بوده و از به هم پیوستن چند دهستان همجوار مشتمل بر چندین مزرعه، مکان، روستا و احیاناً شهر که در آن عوامل طبیعی و اوضاع اجتماعی، فرهنگی، اقتصادی و سیاسی واحد همگنی را به وجود می‌آورد به نحوی که با در نظر گرفتن تناسب، وسعت، جمعیت، ارتباطات و دسترسی و سایر موقعیت‌ها، نیل به اهداف و برنامه‌ریزی‌های دولت در جهت احیاء امکانات طبیعی و استعدادهای اجتماعی و توسعه امور رفاهی و اقتصادی آن تسهیل گردد.
دهستان: کوچک‌ترین واحد تقسیمات کشوری است که دارای محدوده جغرافیایی معین بوده و از به هم پیوستن چند روستا، مکان و مزرعهٔ همجوار تشکیل می‌شود که از لحاظ محیط طبیعی، فرهنگی، اقتصادی و اجتماعی همگن بوده و امکان خدمات رسانی و برنامه‌ریزی در سیستم و شبکهٔ واحدی را فراهم می‌نماید.
شهر: شهر محلی است با حدود قانونی که در محدودهٔ جغرافیایی بخش واقع شده و از نظر بافت ساختمانی، اشتغال و سایر عوامل، دارای سیمایی با ویژگی‌های خاص خود بوده به‌طوری که اکثریت ساکنان دائمی آن در مشاغل کسب، تجارت، صنعت، کشاورزی، خدمات و فعالیت‌های اداری اشتغال داشته و در زمینه خدمات شهری از خودکفایی نسبی برخوردار و کانون مبادلات اجتماعی، اقتصادی، فرهنگی و سیاسی حوزهٔ جذب و نفوذ پیرامون خود بوده و حداقل دارای ده هزار نفر جمعیت باشد.
| واحد تقسیمات کشوری | مسئول               | نهاد                  | نوع            | مرکز         |
| ------------------ | ------------------- | --------------------- | -------------- | ------------ |
| کشور               | وزیر کشور           | وزارت کشور            | دولتی          | پایتخت       |
| استان              | استاندار            | استانداری             | دولتی          | مرکز استان   |
| شهرستان            | فرماندار            | فرمانداری (ویژه)      | دولتی          | مرکز شهرستان |
| بخش                | بخشدار              | بخشداری               | دولتی          | مرکز بخش     |
| دهستان             | بخشدار (قبلاً دهدار) | بخشداری (قبلاً دهداری) | دولتی          | مرکز دهستان  |
| شهر                | شهردار              | شهرداری               | عمومی غیردولتی | –            |
| روستا              | دهیار               | دهیاری                | عمومی غیردولتی | –            |